# Clásico Tapatío
La rivalité entre le Chivas et le CF Atlas, également connue sous le nom de Clásico Tapatío, se réfère à l'antagonisme entre les deux principaux clubs de football de la ville de Guadalajara, les Chivas de Guadalajara créé en 1906 et l'Atlas de Guadalajara créé en 1916. Les deux clubs évoluent au stade Jalisco entre 1960 et 2010, puis l'Atlas conserve le stade et le Chivas déménage dans le stade Omnilife.

## Histoire

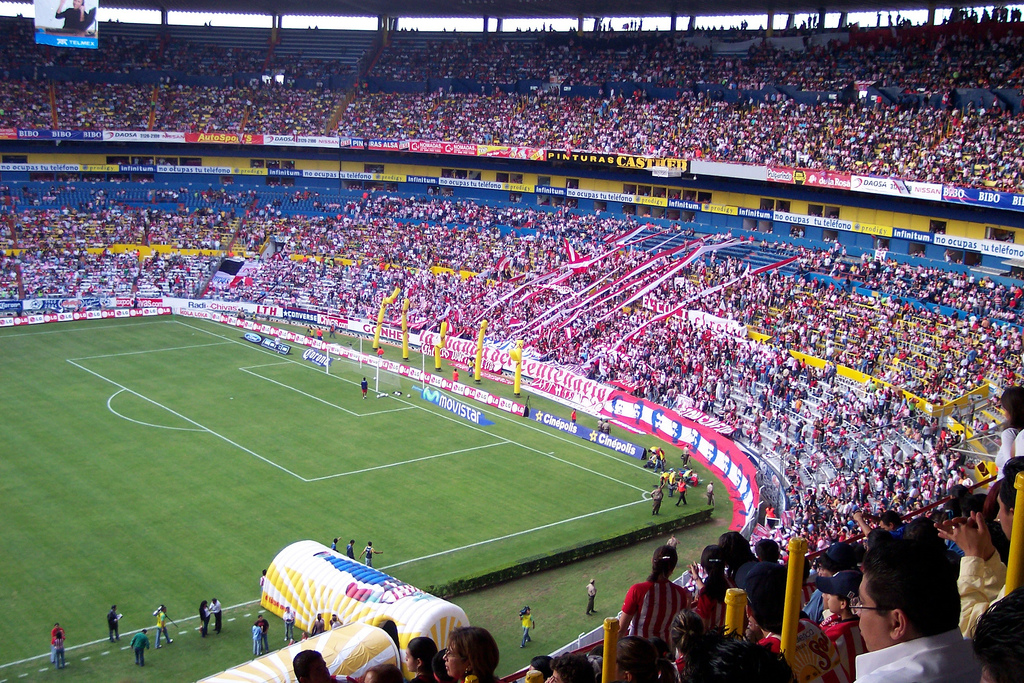
Le stade Jalisco.

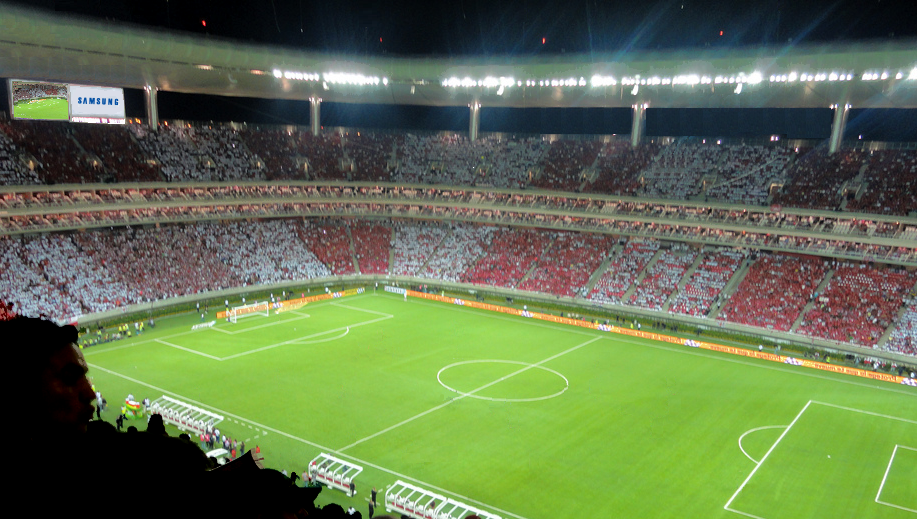
Le stade Omnilife.

### Origines de la rivalité
Historiquement, la rivalité entre les deux clubs est sociale. Le Chivas de Guadalajara est créé par un groupe d'étudiants et le public des classes moyennes et populaires s'attachent rapidement au club. À l'inverse, l'Atlas de Guadalajara vient de quartier aux classes sociales plus hautes. 
Le premier match entre les clubs se déroule en 1916 et se soldent par un score de zéro à zéro. Il s'agit d'un match amical où le Chivas vient fêter la création de l'Atlas. La rivalité sportive éclate dès l'année suivante pour le tournoi de printemps 1917 et une victoire par deux buts à un de l'Atlas. Les joueurs du Chivas estiment que la défaite est dû à l'arbitre et refuse de participer à l'édition suivante. Afin d'officialiser la suprématie de l'un sur l'autre, une série de trois matchs est organisée, qui aboutissent sur une victoire pour chaque club puis une victoire du Chivas lors du troisième match où nait une polémique sur des joueurs du Chivas non-licenciés.

### Atlas, champion 1951
L'Atlas n'est qu'une seule fois champion du Mexique dans son Histoire mais le devient lors d'un match décisif contre son rival; qu'il doit absolument remporter. Le résultat bascule en la faveur des locaux grâce à un pénalty, dont aujourd'hui encore, les uns estiment que la faute saute aux yeux et les autres estiment que ce pénalty est imaginaire.  

### Le gardien appuyé à son poteau
Lors de la saison 1954-1955, le gardien de but du Chivas passe une rencontre paisible au point d'emprunter un magazine à un de ses supporters lorsque son club gagne deux à zéro et de le feuilleter en s'appuyant contre son poteau. L'Atlas encaisse un autre but et perd le match trois à zéro. Ses supporters répliquent lors du Clásico de la saison suivante en envoyant des tribunes, des centaines de magazines sur les cages du gardien rival.

### L'adulé et détesté Oswaldo Sánchez
Le gardien de la sélection nationale entre 1996 et 2007, Oswaldo Sánchez, débute à l'Atlas puis effectue la majeure partie de sa carrière au Chivas. Une tension continuelle existe entre les supporters de l'Atlas et le gardien, qui lui reproche sa signature dans le club ennemi et ses démonstrations de joie excessives lors des buts du Chivas dans les Clásico Tapatío. 

### La formation au centre des débats
L'Atlas a toujours été considéré comme le principal pourvoyeur de talent au football mexicain grâce à son centre de formation qui a sorti entre autres Oswaldo Sánchez, Rafael Márquez ou Andrés Guardado. Las de ce monopole, les Chivas entreprennent une politique de formation à leur tour pour éclipser la réussite du rival. Ils embauchent le responsable de la cellule formation de l'Atlas et forment depuis notamment Patricio Araujo, Luis Michel ou Javier Hernández. Cette nouvelle vocation du Chivas créée un nouveau motif de rivalité.

## Palmarès
| Club   | Supercoupe | Championnat | Coupe | Ligue des champions |
| ------ | ---------- | ----------- | ----- | ------------------- |
| Chivas | 7          | 11          | 2     | 1                   |
| Atlas  | 4          | 1           | 4     | 0                   |

Parmi ces titres, certains sont acquis contre le rival. En confrontation directe lors d'une finale ou en confrontation indirecte par le biais d'une place de champion et du rival vice-champion.
- Titres acquis par l'Atlas aux dépens du Chivas : 
  - Supercoupe (1) : 1962[2].

- Le Chivas n'a remporté aucun de ses trophées par confrontations directes ou indirectes avec l'Atlas.

## Navigation